# Marco Junio Metio Rufo
Marco Junio Metio Rufo (en latín: Marcus Junius Mettius Rufus) fue un senador romano que vivió a finales del siglo I y principios del siglo II, y desarrolló su cursus honorum bajo los reinados de Trajano y Adriano.

## Biografía
Hans-Georg Pflaum lo identificó como el hijo de Gayo Trebonio Próculo Metio Modesto. En su monografía sobre nombres polónimos de los primeros siglos del Imperio Romano, Olli Salomies señala que " se ha sugerido que fue un Mettius adoptado por Marco Junio Rufo, prefecto de Egipto en los años 90 ", pero señalando que el cognomen "Rufo" va con el nomen "Metio", " no es necesario que haya una conexión familiar entre el prefecto y el cónsul ".
Fue cónsul sufecto en el año 128 junto con Quinto Pomponio Materno.